# ريكاردو فيلانا غوميز
ريكاردو فيلانا غوميز (18 يوليو 1981 بساو باولو في البرازيل - ) هو لاعب كرة قدم برازيلي في مركز الوسط. لعب مع أونيريا أورزيتشيني وبورتوغيزا سانتيستا ونادي خزر لنكران ونادي ستيوا بوخارست ونادي أندورا لكرة القدم وGuaratinguetá Futebol ‏ وFC Malcantone Agno ‏.

## روابط خارجية
- ريكاردو فيلانا غوميز على موقع قاعدة بيانات كرة القدم.إي يو (الإنجليزية)
- ريكاردو فيلانا غوميز على موقع Soccerway.com (الإنجليزية)
- ريكاردو فيلانا غوميز على موقع عالم كرة القدم.نت (الإنجليزية)